# Linopótis
Linopótis är en ort i Grekland.   Den ligger i prefekturen Nomós Dodekanísou och regionen Sydegeiska öarna, i den sydöstra delen av landet, 300 km öster om huvudstaden Aten. Linopótis ligger 22 meter över havet och antalet invånare är 562. Den ligger på ön Kos.
Terrängen runt Linopótis är platt åt nordväst, men åt sydost är den kuperad. Havet är nära Linopótis åt nordväst. Runt Linopótis är det tätbefolkat, med 257 invånare per kvadratkilometer. Närmaste större samhälle är Kos, 10,5 km öster om Linopótis. Trakten runt Linopótis består till största delen av jordbruksmark.